# Un disco per l'estate 1965
La seconda edizione di Un disco per l'estate venne organizzata dalla Rai nel 1965.

## La manifestazione
Rispetto alla prima edizione, il numero delle canzoni fu ampliato a 44, e venne inserito nel regolamento il limite di iscrizione di tre canzoni al massimo per casa discografica (limite che, comunque, anche l'anno precedente era di fatto presente); fu inoltre aumentato a 20 il numero di canzoni che potevano superare la prima fase.
La manifestazione inizia alla radio il 20 aprile con tre appuntamenti quotidiani (esclusa la domenica).
Inoltre, le 44 canzoni vengono proposte in tre passerelle televisive in onda tra il 21 maggio e i primi di giugno, presentate da Renato Tagliani e Nunzio Filogamo.
Dal 17 al 19 giugno, si svolge a Saint Vincent la fase finale di Un disco per l'estate 1965, in onda in diretta alla radio e in televisione per la regia di Vittorio Brignole.
I presentatori sono Mike Bongiorno e Renata Mauro, coadiuvati da Rosanna Vaudetti.
Le 20 canzoni semifinaliste sono presentate nelle prime due serate e cinque per ogni serata sono promosse alla finale di sabato 19 giugno.
Tra i cantanti bocciati nella prima fase vi furono anche nomi molto noti, come Domenico Modugno, Iva Zanicchi (reduce dal successo di Come ti vorrei), Peppino Di Capri e Pino Donaggio; un giovane cantautore milanese, Memo Remigi, pur essendo eliminato ottenne un buon successo di vendite con Innamorati a Milano, che divenne nel corso del tempo un classico della canzone italiana.
Tra le canzoni presentate, quella che riscosse il maggiore successo di vendita fu Il mondo che però, interpretata da Jimmy Fontana, nella classifica finale, si classificò solo al quinto posto; altri notevoli successi furono Andiamo a mietere il grano, I tuoi occhi verdi e la canzone vincitrice, Tu sei quello.

## Elenco delle canzoni partecipanti alla prima fase
In grassetto le 20 canzoni finaliste
- - Mario Abbate: Manduline e lacreme (testo di Renato Fiore; musica di Salvatore Mazzocco) - Vis Radio
  - Le Amiche: Divertiamoci (testo di Vito Pallavicini; musica di Ezio Leoni) - Jolly
  - Nicola Arigliano: Le mie vacanze con Laura (di Nisa e Massimo Salerno; musica di Pontiack) - Columbia
  - Nella Bellero: Stasera partirò (testo di Calimero; musica di Sonago) - Style
  - Orietta Berti: Tu sei quello (testo di Luciano Beretta; musica di Alberto Anelli e Pino Cappelletti) - Polydor
  - Paola Bertoni: Un gioco d'estate (testo di Vito Pallavicini; musica di Gorni Kramer) - MRC
  - Fred Bongusto: Il mare quest'estate (testo di Franco Migliacci e Salvatore Palomba; musica di Giovanni Locatelli) - Fonit
  - Lalla Castellano: Felici fino a quando (testo di Misselvia; musica di Franco Mojoli) - Decca
  - Betty Curtis: Ave Maria di periferia (testo di Alberto Testa; musica di Gene Colonnello) - CGD
  - Tony Dallara: Si chiamava Lucia (testo di Tony Dallara; musica di Franco Margara)- Ri-Fi
  - Evy Damiano: Io lo so (testo di Nisa; musica di Mansueto De Ponti) Columbia
  - Noris De Stefani: La lalala (testo di Piero Carlo Rolla; musica di Umberto Zappa) - Combo Record
  - Tony Del Monaco: Tu non potrai (testo di Tony Del Monaco; musica di Ennio Morricone) - CGD
  - Peppino Di Capri: La lunga strada (testo di Mario Cenci; musica di Giuseppe Faiella e Gino Mazzocchi) - Carisch
  - Armando Docetti: La spiaggia sarà vuota (testo di Guido Amedeo Robuschi; musica di Giuseppe Stellari e Guido Amedeo Robuschi) - Primo Premio
  - Pino Donaggio: Pensa solo a me (testo e musica di P.Donaggio) Columbia
  - Johnny Dorelli: Probabilmente (testo di Mogol; musica di Piero Soffici e Johnny Dorelli) - CGD
  - Nico Fidenco: La voglia di ballare (testo di Mogol; musica di Nico Fidenco) - RCA Italiana
  - Jimmy Fontana: Il mondo (testo di Gianni Meccia; musica di Jimmy Fontana, Italo Greco e Carlo Pes) - RCA Italiana
  - John Foster: È solo un giorno (testo di Vito Pallavicini; musica di Gino Mescoli) - Style
  - Peppino Gagliardi: Innamorarmi di te (testo di Gaetano Amendola; musica di Peppino Gagliardi) - Jolly
  - Sandro Gerardi: Un volto d'angelo (di De Rosa e Recca) - Italdisc
  - Isabella Iannetti: Sono tanto innamorata (testo di Alberto Testa; musica di Franco Cassano) - Durium
  - Gianni La Commare: Bellissima (testo di Marcello Zanfagna; musica di Luigi Conte) - Vis Radio
  - Claudio Lippi: Come mai, come mai (testo e musica di Federico Monti Arduini) - Bluebell
  - Little Tony: Viene la notte (testo di Franco Migliacci e Gianni Meccia; musica di Gianni Meccia)  - Durium
  - Louiselle: Andiamo a mietere il grano (testo di Carlo Rossi; musica di Marcello Marrocchi) - ARC
  - Anna Marchetti: Più di ieri (testo di Lamberto Pellini; musica di Gianni Fallabrino) - Meazzi
  - Domenico Modugno: Come si fa a non volerti bene (testo di Vito Pallavicini e Antonio Amurri; musica di Bruno Canfora) - Curci
  - Annamaria Parise: Tu devi capire (testo di Elmauriz e Gallo; musica di Giovanni Aterrano) - Fans
  - Quartetto Cetra: Se fossi Giulio Verne (testo di Giovanni Giacobetti; musica di Antonio Virgilio Savona) - Polydor
  - Memo Remigi: Innamorati a Milano (testo di Alberto Testa; musica di Memo Remigi) - Ri-Fi
  - Tony Rossi: Non devi piangere (testo di Pinchi; musica di Gianni Mazzocchi) Parlophon
  - Gianni Sanjust: Ti scorderai di me (testo di Gianni Sanjust e Paolo Lepore; musica di Gianni Sanjust e Gianni Marchetti) - CBS
  - Gesy Sebena: Il biglietto (testo di Giovanni Rosettani e Marcello Cambi; musica di Franco Zauli e Astelvio Milini) - Sabrina
  - Franca Siciliano: Tutta l'estate (testo di Primo Delcomune; musica di Vittorio Sforzi) - Silver
  - Bobby Solo: Quello sbagliato (testo di Alberto Testa; musica di Flavio Carraresi) - Dischi Ricordi
  - Franco Talò: Quando verrai per il tuo perdono (testo di Francesco Talò; musica di Claudio Valle) - Meazzi
  - Franco Tozzi: I tuoi occhi verdi (testo di Alberto Testa; musica di Eros Sciorilli) - Fonit
  - Ornella Vanoni: Caldo (testo di Vito Pallavicini; musica di Pino Donaggio) -- Dischi Ricordi
  - Claudio Villa: Sifolina (testo e musica di Daniele Pace e Mario Panzeri) - Cetra
  - Salvatore Vinciguerra: Niente resterà (testo di Antartide e Nisa; musica di Luciano Zotti) - CAR Juke Box
  - Iva Zanicchi: Accarezzami amore (testo di Vito Pallavicini; musica di Camillo Bargoni) - Ri-Fi
  - Mario Zelinotti: Lei dice (testo di Franco Taddia e Mario Zelinotti; musica di Willy Brezza e Giosafat Capuano) - Duriu

## Elenco delle canzoni partecipanti alla seconda fase - Prima serata (17 giugno 1965)
In grassetto le 5 canzoni finaliste
- - Paola Bertoni: Un gioco d'estate (testo di Vito Pallavicini; musica di Gorni Kramer) - MRC
  - Fred Bongusto: Il mare quest'estate - Fonit
  - Betty Curtis: Ave Maria di periferia (testo di Alberto Testa; musica di Gene Colonnello) - CGD
  - Nico Fidenco: La voglia di ballare (testo di Mogol; musica di Nico Fidenco) - RCA Italiana
  - John Foster: È solo un giorno - Style
  - Peppino Gagliardi: Innamorarmi di te (testo e musica di Amendola, Peppino Gagliardi) - Jolly
  - Isabella Iannetti: Sono tanto innamorata - Durium
  - Gianni La Commare: Bellissima (testo e musica di Zanfagna e Giorgio Conte) - Vis Radio
  - Franco Talò: Quando verrai per il tuo perdono (testo e musica di Valle, Franco Talò) - Meazzi
  - Franco Tozzi: I tuoi occhi verdi (testo di Alberto Testa; musica di Eros Sciorilli) - Fonit

## Elenco delle canzoni partecipanti alla seconda fase - Seconda serata (18 giugno 1965)
In grassetto le 5 canzoni finaliste
- - Mario Abbate: Manduline e lacreme - Vis Radio
  - Orietta Berti: Tu sei quello (testo e musica di Alberto Anelli, Luciano Beretta, Cappelletti) - Polydor
  - Armando Docetti: La spiaggia sarà vuota (testo e musica di Robuschi, Stellari) - Primo Premio
  - Johnny Dorelli: Probabilmente (testo di Mogol; musica di Piero Soffici e Johnny Dorelli) - CGD
  - Jimmy Fontana: Il mondo (testo e musica di Gianni Boncompagni, Gianni Meccia, Jimmy Fontana, Carlo Pes) - RCA Italiana
  - Little Tony: Viene la notte (testo di Franco Migliacci; musica di Gianni Meccia)  - Durium
  - Louiselle: Andiamo a mietere il grano (testo di Carlo Alberto Rossi; musica di Marcello Marrocchi e Ennio Morricone) - ARC
  - Franca Siciliano: Tutta l'estate (testo e musica di Sforzi, Dal Comune) - Silver
  - Bobby Solo: Quello sbagliato - Dischi Ricordi
  - Claudio Villa: Sifolina (testo e musica di Daniele Pace e Mario Panzeri) - Cetra

## Classifica finale (terza serata - 19 giugno 1965)
1. Tu sei quello - Orietta Berti - Polydor (2888 voti)
2. I tuoi occhi verdi - Franco Tozzi - Fonit (2829 voti)
3. Un gioco d'estate - Paola Bertoni - MRC (2799 voti)
4. Andiamo a mietere il grano - Louiselle - ARC (2591 voti)
5. Il mondo - Jimmy Fontana - RCA Italiana (2564 voti)
6. Quello sbagliato - Bobby Solo - Dischi Ricordi (2452 voti)
7. Sono tanto innamorata - Isabella Iannetti - Durium (2389 voti)
8. Innamorarmi di te - Peppino Gagliardi - Jolly (2295 voti)
9. Probabilmente - Johnny Dorelli - CGD (2286 voti)
10. La voglia di ballare - Nico Fidenco - RCA Italiana (2250 voti)

## Numero di cantanti per casa discografica
- Columbia: 3 cantanti
- Durium: 3 cantanti
- Ri-Fi: 3 cantanti
- CGD: 2 cantanti
- Dischi Ricordi: 2 cantanti
- Fonit: 2 cantanti
- Jolly: 2 cantanti
- Meazzi: 2 cantanti
- Polydor: 2 cantanti
- RCA Italiana: 2 cantanti
- Style: 2 cantanti
- Vis Radio: 2 cantanti
- ARC: 1 cantante
- Bluebell: 1 cantante
- CAR Juke Box: 1 cantante
- CBS: 1 cantante
- Cetra: 1 cantante
- Curci: 1 cantante
- Combo Record: 1 cantante
- Decca: 1 cantante
- Fans: 1 cantante
- Italdisc: 1 cantante
- MRC: 1 cantante
- Parlophon: 1 cantante
- Primo Premio: 1 cantante
- Sabrina: 1 cantante
- Silver: 1 cantante